# Gimouille
Gimouille – miejscowość i gmina we Francji, w regionie Burgundia-Franche-Comté, w departamencie Nièvre.
Według danych na rok 1990 gminę zamieszkiwało 506 osób, a gęstość zaludnienia wynosiła 35 osób/km² (wśród 2044 gmin Burgundii Gimouille plasuje się na 453. miejscu pod względem liczby ludności, natomiast pod względem powierzchni na miejscu 671.).